# 長黏鯔
長黏鯔為輻鰭魚綱鯔形目鯔科的其中一種，分布於西南太平洋的澳洲海域，棲息深度1-10公尺，體長可達40公分，棲息在沿岸海域、河口區，以藻類及小型甲殼類、軟體動物為食，可作為食用魚。

## 擴展閱讀
維基物種上的相關：長黏鯔